# Ronde van Italië 1992
| Eindklassement       |                                |              |
| Algemeen klassement  | Miguel Indurain                | 103h 36' 08" |
| Tweede               | Claudio Chiappucci             | + 5' 12"     |
| Derde                | Franco Chioccioli              | + 7' 16"     |
| Vierde               | Marco Giovannetti              | + 8' 01"     |
| Vijfde               | Andy Hampsten                  | + 9' 16"     |
| Zesde                | Franco Vona                    | + 11' 12"    |
| Zevende              | Pavel Tonkov                   | + 17' 15"    |
| Achtste              | Lucho Herrera                  | + 17' 53"    |
| Negende              | Roberto Conti                  | + 19' 14"    |
| Tiende               | Bruno Cornillet                | + 20' 03"    |
| (Bel)                | Nico Emonds (45e)              | + 2h 06' 10" |
| (Ned)                | Johan Lammerts (134e)          | + 4h 17' 27" |
| Rode Lantaarn        | Eros Poli (148e)               | + 4h 40' 37" |
| Puntenklassement     | Mario Cipollini                | 236 punten   |
| Tweede               | Miguel Indurain                | 208 punten   |
| Derde                | Maximilian Sciandri            | 177 punten   |
| Bergklassement       | Claudio Chiappucci             | 76 punten    |
| Tweede               | Roberto Conti                  | 45 punten    |
| Derde                | Miguel Indurain                | 35 punten    |
| Jongerenklassement   | Pavel Tonkov (7e)              | 103h 53' 23" |
| Tweede               | Ivan Gotti (23e)               | + 44' 21"    |
| Derde                | Armand de las Cuevas (38e)     | + 1h 31' 45" |
| Intergiro klassement | Miguel Indurain                | 57h 38' 08"  |
| Tweede               | Claudio Chiappucci             | + 2' 03"     |
| Derde                | Laurent Bezault                | + 2' 08"     |
| Ploegenklassement    | GB-MG Maglificio               | 311h 31' 55" |
| Tweede               | Ariostea Gatorade-Château d'Ax | + 22' 34"    |

In 1992 ging de 75e Giro d'Italia op 24 mei van start in Genua. Hij eindigde op 14 juni in Milaan. Er stonden 180 renners verdeeld over 20 ploegen aan de start. Hij werd gewonnen door Miguel Indurain.
Aantal ritten: 22

Totale afstand: 3835.0 km

Gemiddelde snelheid: 37.017 km/h

Aantal deelnemers: 180

## Belgische en Nederlandse prestaties
In totaal namen er 7 Belgen en 2 Nederlanders deel aan de Giro van 1992.

### Belgische etappezeges
- In 1992 was er geen Belgische etappezege.

### Nederlandse etappezeges
- In 1992 was er geen Nederlandse etappezege.

## Etappe uitslagen
| Datum   | Etappe    | Parcours                              | Afstand | Eerste                    | Tweede                       | Derde                          | Klassementsleider     |
| ------- | --------- | ------------------------------------- | ------- | ------------------------- | ---------------------------- | ------------------------------ | --------------------- |
| 24 mei  | proloog   | Genua                                 | 8 km    | Thierry Marie (Fra)       | Miguel Indurain (Spa)        | Julio César Ortegón (Col)      | Thierry Marie (Fra)   |
| 25 mei  | etappe 1  | Genua - Uliveto Terme                 | 194 km  | Endrio Leoni (Ita)        | Mario Cipollini (Ita)        | Fabiano Fontanelli (Ita)       | Thierry Marie (Fra)   |
| 26 mei  | etappe 2  | Uliveto Terme - Arezzo                | 174 km  | Maximilian Sciandri (Ita) | Massimiliano Lelli (Ita)     | Yvon Ledanois (Fra)            | Miguel Indurain (Spa) |
| 27 mei  | etappe 3  | Arezzo - Sansepolcro (tijdrit)        | 38 km   | Miguel Indurain (Spa)     | Armand de las Cuevas (Fra)   | Laurent Bezault (Fra)          | Miguel Indurain (Spa) |
| 28 mei  | etappe 4  | Sansepolcro - Porto Sant'Elpidio      | 198 km  | Mario Cipollini (Ita)     | Adriano Baffi (Ita)          | Massimo Strazzer (Ita)         | Miguel Indurain (Spa) |
| 29 mei  | etappe 5  | Porto Sant'Elpidio - Sulmona          | 223 km  | Franco Vona (Ita)         | Roberto Conti (Ita)          | Giorgio Furlan (Ita)           | Miguel Indurain (Spa) |
| 30 mei  | etappe 6  | Roccaraso - Melfi                     | 232 km  | Guido Bontempi (Ita)      | Giuseppe Petito (Ita)        | Germano Pierdomenico (Ita)     | Miguel Indurain (Spa) |
| 31 mei  | etappe 7  | Melfi - Aversa                        | 184 km  | Mario Cipollini (Ita)     | Endrio Leoni (Ita)           | Djamolidin Abdoesjaparov (Oez) | Miguel Indurain (Spa) |
| 1 juni  | etappe 8  | Aversa - Latina                       | 165 km  | Guido Bontempi (Ita)      | Giovanni Fidanza (Ita)       | Bernd Gröne (Dui)              | Miguel Indurain (Spa) |
| 2 juni  | etappe 9  | Latina - Monte Terminillo             | 204 km  | Luis Herrera (Col)        | Flavio Giupponi (Ita)        | Andy Hampsten (Usa)            | Miguel Indurain (Spa) |
| 3 juni  | etappe 10 | Montepulciano - Imola                 | 233 km  | Roberto Pagnin (Ita)      | Marco Lietti (Ita)           | Franco Chioccioli (Ita)        | Miguel Indurain (Spa) |
| 4 juni  | etappe 11 | Imola - Bassano del Grappa            | 214 km  | Endrio Leoni (Ita)        | Mario Cipollini (Ita)        | Adriano Baffi (Ita)            | Miguel Indurain (Spa) |
| 5 juni  | etappe 12 | Bassano del Grappa - Kurfar/Corvara   | 204 km  | Franco Vona (Ita)         | Miguel Indurain (Spa)        | Claudio Chiappucci (Ita)       | Miguel Indurain (Spa) |
| 6 juni  | etappe 13 | Kurfar/Corvara - Monte Bondone        | 205 km  | Giorgio Furlan (Ita)      | Franco Chioccioli (Ita)      | Claudio Chiappucci (Ita)       | Miguel Indurain (Spa) |
| 7 juni  | etappe 14 | Riva del Garda - Palazzolo sull'Oglio | 171 km  | François Simon (Fra)      | Bruno Leali (Ita)            | Massimo Ghirotto (Ita)         | Miguel Indurain (Spa) |
| 8 juni  | etappe 15 | Palazzolo sull'Oglio - Sondrio        | 166 km  | Marco Saligari (Ita)      | Gérard Rué (Fra)             | Franco Chioccioli (Ita)        | Miguel Indurain (Spa) |
| 9 juni  | etappe 16 | Sondrio - Vercelli                    | 203 km  | Mario Cipollini (Ita)     | Adriano Baffi (Ita)          | Giovanni Fidanza (Ita)         | Miguel Indurain (Spa) |
| 10 juni | etappe 17 | Vercelli - Pian del Re                | 200 km  | Marco Giovannetti (Ita)   | Massimiliano Lelli (Ita)     | Miguel Indurain (Spa)          | Miguel Indurain (Spa) |
| 11 juni | etappe 18 | Saluzzo - Pila                        | 260 km  | Udo Bölts (Dui)           | Ramón González Arrieta (Spa) | Franco Chioccioli (Ita)        | Miguel Indurain (Spa) |
| 12 juni | etappe 19 | Saint-Vincent-d'Aoste - Verbania      | 201 km  | Franco Chioccioli (Ita)   | Claudio Chiappucci (Ita)     | Massimiliano Lelli (Ita)       | Miguel Indurain (Spa) |
| 13 juni | etappe 20 | Verbania - Vigevano                   | 92 km   | Mario Cipollini (Ita)     | Alessio Di Basco (Ita)       | Maximilian Sciandri (Ita)      | Miguel Indurain (Spa) |
| 14 juni | etappe 22 | Vigevano - Milaan (tijdrit)           | 66 km   | Miguel Indurain (Spa)     | Guido Bontempi (Ita)         | Laurent Bezault (Fra)          | Miguel Indurain (Spa) |

 winnaars · 
roze trui · 
  puntenklassement · 
  bergklassement · 
 jongerenklassement · 
 intergiro · 
 ploegenklassement · 
 strijdlust · 
 zwarte trui
Giro d'Italia Next Gen · Giro Donne · Cima Coppi
 Belgische rozetruidragers · etappewinnaars
 Nederlandse rozetruidragers · etappewinnaars
Mannen:
1909 · 
1910 · 
1911 · 
1912 · 
1913 · 
1914 · 
1919 · 
1920 · 
1921 · 
1922 · 
1923 · 
1924 · 
1925 · 
1926 · 
1927 · 
1928 · 
1929 · 
1930 · 
1931 · 
1932 · 
1933 · 
1934 · 
1935 · 
1936 · 
1937 · 
1938 · 
1939 · 
1940 · 
1946 · 
1947 · 
1948 · 
1949 · 
1950 · 
1951 · 
1952 · 
1953 · 
1954 · 
1955 · 
1956 · 
1957 · 
1958 · 
1959 · 
1960 · 
1961 · 
1962 · 
1963 · 
1964 · 
1965 · 
1966 · 
1967 · 
1968 · 
1969 · 
1970 · 
1971 · 
1972 · 
1973 · 
1974 · 
1975 · 
1976 · 
1977 · 
1978 · 
1979 · 
1980 · 
1981 · 
1982 · 
1983 · 
1984 · 
1985 · 
1986 · 
1987 · 
1988 · 
1989 · 
1990 · 
1991 · 
1992 · 
1993 · 
1994 · 
1995 · 
1996 · 
1997 · 
1998 · 
1999 · 
2000 · 
2001 · 
2002 · 
2003 · 
2004 · 
2005 · 
2006 · 
2007 · 
2008 · 
2009 · 
2010 · 
2011 · 
2012 · 
2013 · 
2014 · 
2015 · 
2016 · 
2017 · 
2018 · 
2019 · 
2020 · 
2021 · 
2022 · 
2023 · 
2024 · 
2025
Vrouwen:
1988 · 
1989 · 
1990 · 
1991 ·
1992 ·
1993 · 
1994 · 
1995 · 
1996 · 
1997 · 
1998 · 
1999 · 
2000 · 
2001 · 
2002 · 
2003 · 
2004 · 
2005 · 
2006 · 
2007 · 
2008 · 
2009 · 
2010 · 
2011 · 
2012 ·
2013 · 
2014 ·
2015 ·
2016 ·
2017 ·
2018 ·
2019 ·
2020 ·
2021 ·
2022 ·
2023 ·
2024 ·
2025